# Bogăție
Bogăția sau averea (en: „wealth”) reprezintă abundența unor resurse valoroase sau a unor posesiuni valoroase. Cuvântul își păstrează înțelesul originar, care își are rădăcina în vechiul cuvânt englezesc „weal”, de origine indo-europeană. O persoană, o comunitate, o regiune sau o țară care deține din abundență asemenea posesiuni, în beneficiul comun, se numește „bogată” (en: „wealthy”).
Conceptul modern de bogăție este fundamental în toate domeniile economiei, mai ales în teoria creșterii economice și în cea a dezvoltării; cu toate acestea, înțelesul noțiunii de bogăție depinde de context. Cu înțelesul cel mai general, economiștii definesc bogăția ca „orice este de valoare”: o astfel de definiție include atât aspectul subiectiv al noțiunii, cât și ideea că ea nu este ceva fix. Diverse definții ale bogăției au fost propuse de către persoane diferite, în contexte diferite. Definirea bogăției poate însemna un proces de creare de norme (legiferare), cu implicații etice, pentru că, de regulă, maximizarea bogăției este privită ca un scop în sine sau ca fiind ea însăși o normă
. 
Definiția „bogăției inclusive”, propusă de Națiunile Unite, se referă la măsurarea monetară a unei sume de „bogății”, care însumează bunuri naturale, umane și materiale. Capitalul natural include pământ, păduri, resurse energetice și resurse minerale. Capitalul uman înglobează educația și abilitățile populației. Capitalul material (fizic, „manufacturat”) cuprinde lucruri ca mașini-unelte, clădiri și alte forme de infrastructură.

## Producerea bogăției
Miliardarii ca Bill Gates, Jeff Bezos, Warren Buffett, Elon Musk, Charlie Munger și alții indică următoarele principii ale creării bogăției:
- Folosirea științei[8][9][10] și a metodei științifice[11][12], educația (economică), învățarea continuă, pe toată durata vieții, cititul („Cunoașterea înseamnă putere - Sir Francis Bacon, „O investiție în cunoaștere aduce cea mai mare dobândă" - Benjamin Franklin, „Cea mai bună investiție pe care o puteți face este investiția în Dvs. înșivă. Cu cât înveți mai mult, cu atât câștigi mai mult" - Warren Buffett)
- Învățați de la oamenii bogați - miliardari și milionari

## Cantitatea de bogăție din lume
La nivel planetar, bogăția gospodăriilor însuma, în 2013, 291 trilioane de dolari și se estima o creștere de 55% în cinci ani. Cifra de 100 de trilioane în SUA și cea de 0,51 milioane/locuitor în Elveția sunt cele mai mari valori din lume.
Raportul Credit Suisse Wealth Report, publicat la mijlocul anului 2013, estimează că, dacă se scad datoriile, unei persoane adulte îi trebuie doar posesiuni în valoare de 4.000 dolari ca să se situeze în cea mai bogată jumătate a populației planetei. Cu toate astea, e nevoie de cel puțin 75.000 dolari pentru a atinge primii 10% și de 753.000 dolari pentru a te situa printre primii 1%.
Tim Harford a afirmat că un copil mic are o avere mai mare decât cea totală (combinată) a celor mai săraci două miliarde de locuitori ai planetei, fiindcă un copil mic nu are datorii.